# Гаріпов Еміль Рамільович
Еміль Рамільович Гаріпов (рос. Эмиль Рамилевич Гарипов; 15 серпня 1991, м. Казань, СРСР) — російський хокеїст, воротар. Виступає за «Ак Барс» (Казань) у Континентальній хокейній лізі. Майстер спорту міжнародного класу.
Вихованець хокейної школи «Ак Барс» (Казань), перший тренер — В. Д. Петров. Виступав за «Ак Барс-2» (Казань), «Ак Барс» (Казань), «Нафтовик» (Альметьєвськ), «Нафтохімік» (Нижньокамськ), «Барс» (Казань).
У складі юніорської збірної Росії учасник чемпіонату світу 2009.
Досягнення
- Срібний призер юніорського чемпіонату світу (2009).